# Ленгбі (Міннесота)
Ленгбі (англ. Lengby) — місто (англ. city) в США, в окрузі Полк штату Міннесота. Населення — 92 особи (2020).

## Географія
Ленгбі розташоване за координатами 47°30′53″ пн. ш. 95°38′2″ зх. д. / 47.51472° пн. ш. 95.63389° зх. д. (47.514764, -95.633817).  За даними Бюро перепису населення США в 2010 році місто мало площу 0,76 км², з яких 0,62 км² — суходіл та 0,14 км² — водойми. В 2017 році площа становила 0,64 км², уся площа — суходіл.

## Демографія
Згідно з переписом 2010 року, у місті мешкало 86 осіб у 44 домогосподарствах у складі 24 родин. Густота населення становила 114 особи/км².  Було 60 помешкань (79/км²).
Расовий склад населення:
| - 95,3 % — білих - 2,3 % — корінних американців - 2,3 % — осіб інших рас |

До двох чи більше рас належало 0,0 %. Частка іспаномовних становила 5,8 % від усіх жителів.
За віковим діапазоном населення розподілялося таким чином: 16,3 % — особи молодші 18 років, 62,8 % — особи у віці 18—64 років, 20,9 % — особи у віці 65 років та старші. Медіана віку мешканця становила 47,5 року. На 100 осіб жіночої статі у місті припадало 95,5 чоловіків;  на 100 жінок у віці від 18 років та старших — 105,7 чоловіків також старших 18 років.
Середній дохід на одне домашнє господарство  становив 38 548 доларів США (медіана — 27 292), а середній дохід на одну сім'ю — 35 544 долари (медіана — 48 750). За межею бідності перебувало 34,9 % осіб, у тому числі 100,0 % дітей у віці до 18 років та 0,0 % осіб у віці 65 років та старших.
Цивільне працевлаштоване населення становило 20 осіб. Основні галузі зайнятості: мистецтво, розваги та відпочинок — 25,0 %, транспорт — 20,0 %, оптова торгівля — 20,0 %.